# Pepperdine University

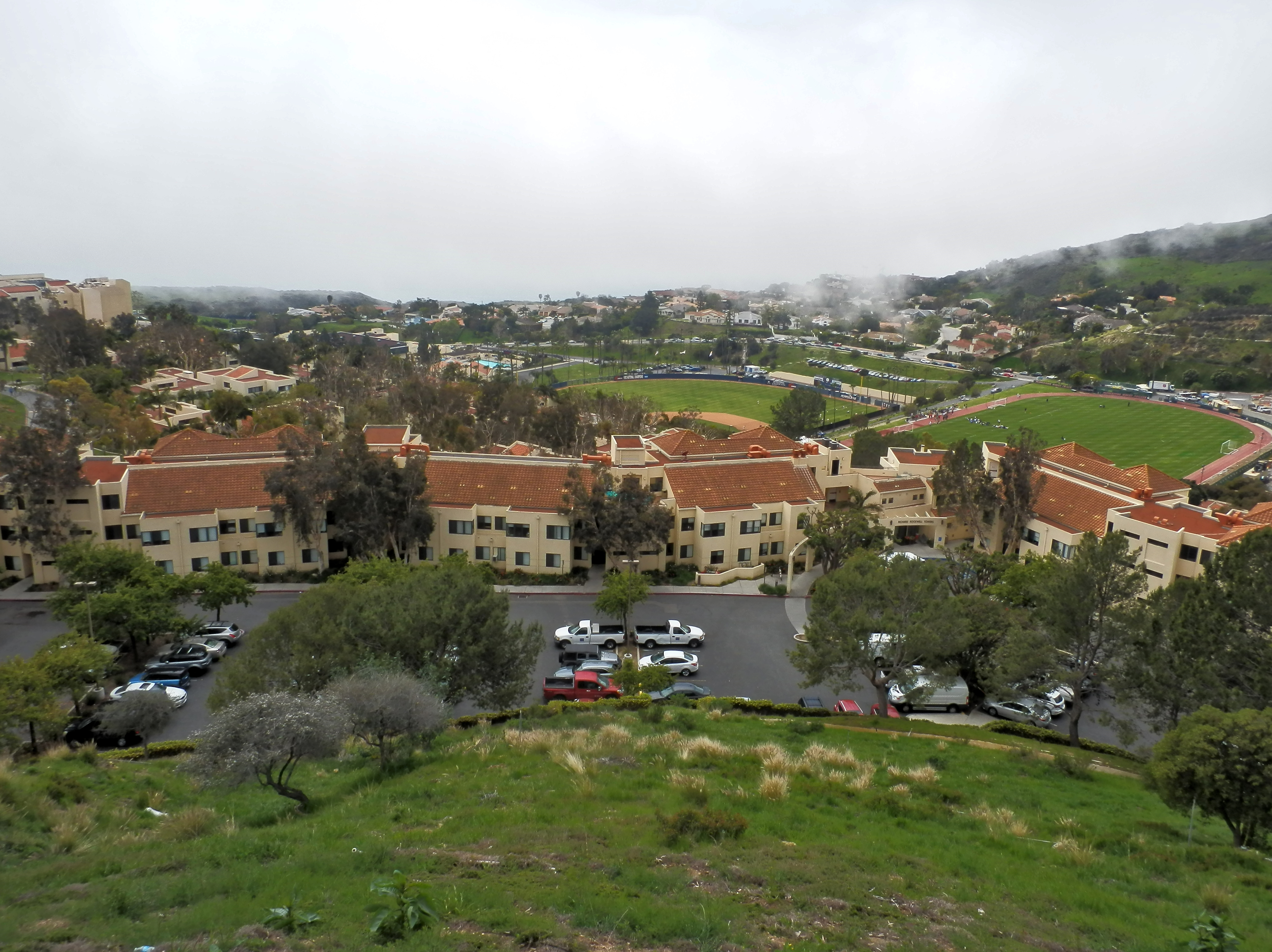

Pepperdine University är ett privat universitet närstående till "the Church of Christ" och ligger nära Stilla Havet vid Malibu i Kalifornien, USA. Antal studenter är drygt 6000.